# Tapsi Hapsi és barátai
A Tapsi Hapsi és barátai (eredeti cím: Looney Tunes Cartoons) 2020 és 2024 között vetített amerikai televíziós 2D-s számítógépes animációs vígjátéksorozat, amelyet Peter Browngardt alkotott és rendezett.
Rendezői David Gemmill, Ryan Kramer, Kenny Pittenger és Pete Browngardt. A zenéjét Carl Johnson és Joshua Moshier szerezték. Az animációs játékfilmsorozat producerei Rebecca Palatnik és Alex Kirwan. A filmsorozat a Warner Bros. Animation, a gyártásában készült, a Warner Bros. Television Distribution forgalmazásában jelent meg. A sorozatot Amerikában 2020. május 27-én az HBO Max, míg Magyarországon  2021. június 7-én a Boomerang, 2022. januárjában a Cartoon Network mutatta be.

## Szereplők
| Szereplő              | Eredeti hang             | Magyar hang                                        |
| --------------------- | ------------------------ | -------------------------------------------------- |
| Tapsi Hapsi           | Eric Bauza               | Barát Attila                                       |
| Dodó kacsa            | Eric Bauza               | Gáspár András                                      |
| Csőrike               | Eric Bauza               | Kossuth Gábor                                      |
| Pepe lö Pici          | Eric Bauza               |                                                    |
| Barnyard kutya        | Eric Bauza               | Timon Barnabás                                     |
| Marvin, a marslakó    | Eric Bauza               | Király Attila (1-5. évad) Bodrogi Attila (6. évad) |
| Herbie                | Eric Bauza               |                                                    |
| Bertie                | Eric Bauza               |                                                    |
| Menyét                | Eric Bauza               |                                                    |
| Cucu malac            | Bob Bergen               | Kerekes József                                     |
| The Gremlin           | Bob Bergen               | Renácz Zoltán                                      |
| Elmer J. Fudd         | Jeff Bergman             | Csankó Zoltán                                      |
| Szilveszter           | Jeff Bergman             | Moser Károly                                       |
| Bóbita kakas          | Jeff Bergman             | Zöld Csaba (1-3. évad) Rosta Sándor (4-6. évad)    |
| Ralph farkas          | Jeff Bergman             | Horváth Vilmos Zoltán                              |
| Rissz-Rossz Sam       | Fred Tatasciore          | Schneider Zoltán                                   |
| Tasmán ördög          | Fred Tatasciore          | Kádár-Szabó Bence                                  |
| Sam juhászkutya       | Fred Tatasciore          | Papucsek Vilmos                                    |
| Mugsy                 | Fred Tatasciore          | Turi Bálint                                        |
| Szőreboglya           | Fred Tatasciore          |                                                    |
| Mikulás               | Fred Tatasciore          | Kajtár Róbert                                      |
| Caesar                | Fred Tatasciore          | Fekete Zoltán                                      |
| Kobold                | Carlos Alazraqui         | Fekete Zoltán                                      |
| Szellem               | Corey Burton             | Fekete Zoltán                                      |
| Nagyi                 | Candi Milo               | Csizmadia Gabriella                                |
| Goon                  | Steven Blum              | Papucsek Vilmos                                    |
| Beaky kondor          | Michael Ruocco           | Péter Richárd                                      |
| Rocky                 | James Adomian            | Király Attila                                      |
| Cecil teknős          | Keith Ferguson           | Szatmári Attila                                    |
| Bajnok                | Keith Ferguson           | Kisfalusi Lehel                                    |
| Héja mama             | Rachel Butera            | Kokas Piroska                                      |
| Petúnia               | Lara Jill Miller         | Pekár Adrienn                                      |
| Őrült tudós           | Tom Kenny                | Papucsek Vilmos                                    |
| The Gashouse Gorillas | Kevin Michael Richardson |                                                    |
| Pete Puma             | Stephen Stanton          | Bácskai János                                      |

### Magyar változat
- Felolvasó: Harcsik Róbert (1x01-21), Pál Tamás (1x22-6x09)
- Szinkronrendező: Dögei Éva
- Magyar szöveg: Szojka László

A szinkront a Digital Media Services készítette.

## Évados áttekintés
| Évad | Évad | Epizódok | Epizódok | Eredeti sugárzás   | Eredeti sugárzás    | Magyar sugárzás      | Magyar sugárzás      |
| Évad | Évad | Epizódok | Epizódok | Évadpremier        | Évadfinálé          | Évadpremier          | Évadfinálé           |
| ---- | ---- | -------- | -------- | ------------------ | ------------------- | -------------------- | -------------------- |
|      | 1    | 31       | 10       | 2020. május 27.    | 2020. május 27.     | 2021. június 7.      | 2021. június 11.     |
|      | 1    | 31       | 1        | 2020. december 3.  | 2020. december 3.   | 2021. december 3.    | 2021. december 3.    |
|      | 1    | 31       | 10       | 2021. január 21.   | 2021. január 21.    | 2021. június 12.     | 2021. június 16.     |
|      | 1    | 31       | 10       | 2021. április 29.  | 2021. április 29.   | 2021. november 22.   | 2021. november 26.   |
|      | 2    | 11       | 11       | 2021. július 8.    | 2021. augusztus 19. | 2022. május 30.      | 2022. június 6.      |
|      | 3    | 9        | 9        | 2021. november 25. | 2021. november 25.  | 2022. június 6.      | 2022. június 10.     |
|      | 4    | 10       | 10       | 2022. január 20.   | 2022. január 20.    | 2022. szeptember 26. | 2022. szeptember 30. |
|      | 5    | 11       | 11       | 2022. február 3.   | 2023. április 6.    | 2023. szeptember 18. | 2023. szeptember 25. |
|      | 6    | 10       | 10       | 2023. július 27.   | 2024. június 13.    | 2023. szeptember 26. | N/A                  |

## Gyártás
Peter Browngardt elmondta, hogy a klasszikus 40-es évekbeli rajzfilmek szellemében akarja rendezni a Tapsi Hapsi és barátai című sorozatot. Ezután elkezde a szereplő válogatást. Ezek után csatlakozott Eric Bauza. 2018. június 11-én a Warner Bros. Animation bejelentette a sorozat készítését. A sorozat stílusa a klasszikus Bolondos dallamok című sorozatra hajaz. Pete Browngardt és Sam Register lett a vezető producer. A sorozatban az összes Bolondos dallamok szereplő feltűnik. A sorozat előzetesét 2020. április 21-én mutatták be. A gyártók a lőfegyverek bármilyen ábrázolását megtiltották, így Elmer Fudd például most  kaszával vagy baltával vadászik Tapsi Hapsira puska helyett. 2021. május 20-án Jim Soper elmondta, hogy az első évad gyártása befejeződött.